# Bob Fitzgerald
Robert Fitzgerald, detto Bob (Queens, 14 marzo 1923 – Southampton, 23 luglio 1983), è stato un cestista statunitense, professionista nella ABL, nella NBL e nella BAA.
Era il fratello di Dick Fitzgerald.

## Palmarès
- Campione NBL (1946)